# Espansione del fondale oceanico

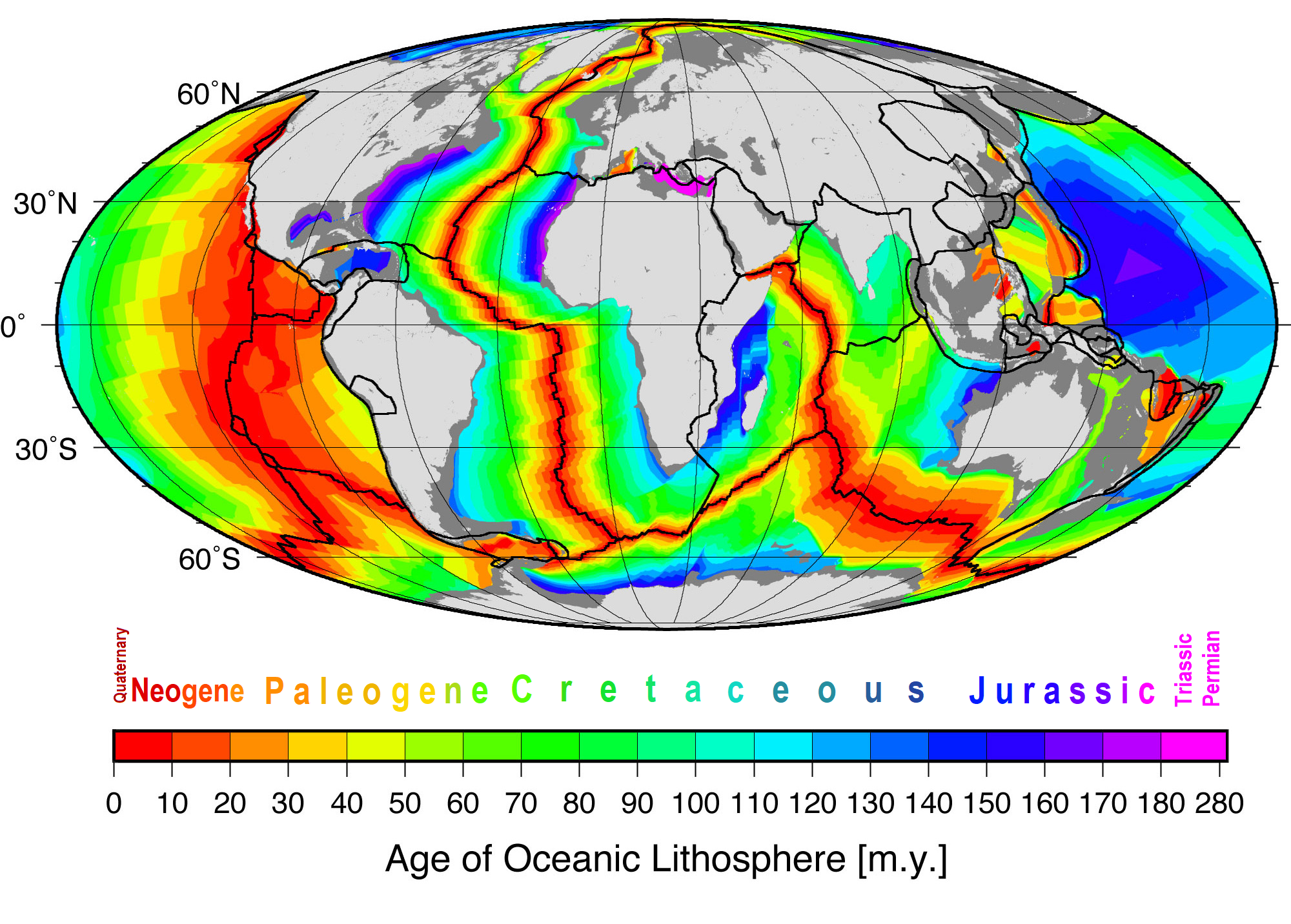
Età della litosfera oceanica: le rocce più recenti (in rosso) si trovano lungo i centri di espansione dei fondali oceanici.

L'espansione del fondale oceanico è un processo che avviene lungo le dorsali oceaniche dove una nuova crosta oceanica si forma in seguito ad attività vulcanica e successivamente si allontana dalla dorsale.
L'espansione dei fondali contribuisce a spiegare la deriva dei continenti nella teoria della tettonica delle placche. Quando una placca oceanica diverge, lo stress tensionale provoca delle fratture nella litosfera. La forza che causa l'espansione dei fondali oceanici è legata alla trazione delle placche tettoniche più che alla pressione del magma sottostante, anche se tipicamente è presente una importante attività magmatica nelle dorsali in espansione.

## Velocità di espansione
In un centro di espansione il magma basaltico risale lungo la frattura e si raffredda al contatto con l'acqua andando a formare nuovo fondale marino. La presenza di sorgenti idrotermali è abbastanza comune nei centri di espansione. Dato il continuo moto di allontanamento dal centro di fuoriuscita della roccia di nuovo apporto, ne consegue che le rocce di formazione più recente sono quelle più vicine al centro di espansione, mentre l'età della roccia aumenta con la distanza dal punto di espansione.

Strisce magnetiche formatesi durante l'espansione di un fondale oceanico.

La velocità di espansione è la velocità con cui un bacino oceanico si allarga a causa dell'espansione del suo fondale. Se si considera solamente la velocità con cui nuova litosfera oceanica viene aggiunta a ognuna delle due parti di una dorsale oceanica, questa viene chiamata semi-velocità di espansione e ovviamente è uguale alla metà della velocità complessiva. La velocità di espansione non è identica per tutte le dorsali, per cui si considerano dorsali rapide quelle la cui velocità di espansione è superiore a 90 mm/anno; dorsali intermedie quelle con tassi di espansione di 40–90 mm/anno e dorsali lente quelle con velocità inferiore a 40 mm/anno.
La più alta velocità di espansione conosciuta raggiunse i 200 mm/anno nella dorsale del Pacifico orientale nel corso del Miocene.
Nel corso degli anni 1960 sono state rilevate evidenze di inversione geomagnetica del campo magnetico terrestre sulla base di anomalie delle strisce magnetiche di alcuni fondali oceanici. L'identificazione di un'inversione di età nota permette, attraverso la misurazione della distanza della striscia dal centro di espansione, di calcolare calcolare la velocità di semi-espansione.
Si è trovato che in alcune località le velocità di espansione sono asimmetriche; le differenze nelle velocità di semi-espansione possono raggiungere anche il 5%. Si ritiene che questo sia dovuto ai gradienti di temperatura dell'astenosfera nei pennacchi del mantello in prossimità del centro di espansione.

## Prime teorie
Le prime teorie sulla deriva dei continenti (Alfred Wegener e Alexander du Toit) postulavano che i continenti solcassero il mare. L'idea che anche il fondale marino si muovesse (trasportando con sé i continenti) durante il suo movimento di allontanamento da un asse centrale fu proposta da Harry Hess dell'Università di Princeton negli anni 1960. La teoria è attualmente ben accettata e la causa del fenomeno è attribuita alle correnti convettive che si instaurano nell'astenosfera, duttile e plastica, e nella litosfera che invece è rigida e fragile.

## Espansione continua e subduzione

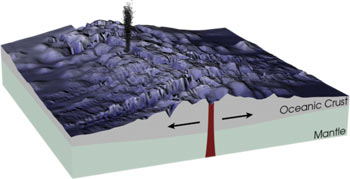
Espansione in una dorsale oceanica

Accrezione di materiale proveniente dal mantello terrestre e che fuoriesce lungo l'asse di una dorsale oceanica.

Quando nuovo fondale oceanico si forma e si separa dal centro della dorsale, esso si raffredda lentamente nel corso del tempo. Un fondale più vecchio è pertanto più freddo rispetto a uno di nuova formazione; inoltre i bacini oceanici più antichi sono in generale più profondi rispetto a quelli nuovi per effetto dell'isostasia. Considerando che il diametro terrestre rimane sostanzialmente costante nel tempo nonostante la produzione di nuova crosta terrestre, questo implica l'esistenza di un meccanismo che porti alla distruzione di altra parte della crosta terrestre. Questa distruzione avviene nelle zone di subduzione, dove la crosta oceanica viene forzata al disotto di un'altra parte della crosta oceanica o della crosta continentale.
Attualmente il bacino dell'oceano Atlantico è in fase di attiva espansione nella dorsale medio atlantica. Solamente una piccola porzione della crosta oceanica dell'Atlantico subisce il processo di subduzione. Invece le placche dell'oceano Pacifico vanno incontro al processo di subduzione lungo molti dei loro margini e questo provoca una intensa attività vulcanica lungo quella che viene chiamata la cintura di fuoco del Pacifico. In questo oceano si trova anche uno dei più attivi centri di espansione, la dorsale del Pacifico orientale, che ha un tasso di espansione fino a 13 cm/anno.
La dorsale medio atlantica è considerata un esempio da manuale di un centro di espansione lenta, mentre la dorsale del Pacifico orientale viene indicata come tipico esempio di espansione rapida. I differenti tassi di espansione influenzano non solo la geometria delle dorsali, ma anche la geochimica dei basalti che vengono prodotti.
Dal momento che i nuovi bacini oceanici sono meno profondi dei bacini più antichi, la capacità totale dei bacini oceanici mondiali tende a decrescere durante le fasi più intense dell'attività di espansione. Durante le fasi di apertura dell'oceano Atlantico, il livello dell'acqua del mare era così alto che nel Nord America si formò il Mare interno occidentale, che andava dal Golfo del Messico all'Oceano Artico.

## Topografia globale dei fondali oceanici: il modello del semispazio
La profondità del fondale oceanico (o l'altezza di un punto della dorsale oceanica rispetto a un livello base) è strettamente correlata con la sua età, vale a dire l'età della litosfera nel punto di misurazione della profondità. La relazione tra età e profondità può essere modellizzata dal raffreddamento della placca litosferica o con il modello del semispazio nelle aree prive di una subduzione significativa.
Nel modello del semispazio, l'altezza del fondale marino è determinata dalla temperatura della litosfera oceanica in seguito alla dilatazione termica, mentre nuova litosfera oceanica viene continuamente formata con una velocità costante nelle dorsali oceaniche. La sorgente della litosfera ha la forma di un semipiano (x = 0, z < 0) e una temperatura costante T1. A causa della continua formazione, per x > 0 la litosfera si allontana dalla dorsale a velocità costante v, che è assunta grande in confronto ad altre scale tipiche nel problema.

La temperatura sul margine superiore della litosfera (z=0) viene considerata la costante T0 = 0. Di conseguenza per x = 0 la temperatura è la funzione gradino di Heaviside {\displaystyle T_{1}\cdot \Theta (-z)}.

Si assume infine che il sistema sia in stato quasi-stazionario, cosicché la distribuzione di temperatura è costante nel tempo, cioè T=T(x,z).
Facendo i calcoli nel sistema di riferimento della litosfera in movimento (con velocità v), che ha coordinate spaziali x' = x-vt, possiamo scrivere T = T(x',z,t) e usare l'equazione del calore:
{\displaystyle {\frac {\partial T}{\partial t}}=\kappa \nabla ^{2}T=\kappa {\frac {\partial ^{2}T}{\partial ^{2}z}}+\kappa {\frac {\partial ^{2}T}{\partial ^{2}x'}}}
dove {\displaystyle \kappa } è la diffusività termica della litosfera del mantello.
Poiché T dipende da x' e t solamente attraverso la combinazione {\displaystyle x=x'+vt}, otteniamo:
{\displaystyle {\frac {\partial T}{\partial x'}}={\frac {1}{v}}\cdot {\frac {\partial T}{\partial t}}}
Così:
{\displaystyle {\frac {\partial T}{\partial t}}=\kappa \nabla ^{2}T=\kappa {\frac {\partial ^{2}T}{\partial ^{2}z}}+{\frac {\kappa }{v^{2}}}{\frac {\partial ^{2}T}{\partial ^{2}t}}}
Possiamo ora usare l'assunzione che {\displaystyle v} è grande in confronto ad altre scale del problema; possiamo pertanto trascurare l'ultimo termine dell'equazione e ottenere un'equazione di diffusione 1-dimensionale: 
{\displaystyle {\frac {\partial T}{\partial t}}=\kappa {\frac {\partial ^{2}T}{\partial ^{2}z}}}
con le condizioni iniziali
{\displaystyle T(t=0)=T_{1}\cdot \Theta (-z)}.
La soluzione per {\displaystyle z\leq 0} è data dalla funzione degli errori {\displaystyle \operatorname {erf} }:
{\displaystyle T(x',z,t)=T_{1}\cdot \operatorname {erf} \left({\frac {z}{2{\sqrt {\kappa t}}}}\right)}.
Data la grande velocità, la dipendenza dalla temperatura nella direzione orizzontale è trascurabile, e l'altezza al tempo t (ossia del fondale all'età t) può essere calcolata integrando la dilatazione termica su z:
{\displaystyle h(t)=h_{0}+\alpha _{\mathrm {eff} }\int _{0}^{\infty }[T(z)-T_{1}]dz=h_{0}-{\frac {2}{\sqrt {\pi }}}\alpha _{\mathrm {eff} }T_{1}{\sqrt {\kappa t}}}
dove {\displaystyle \alpha _{\mathrm {eff} }} è il coefficiente di dilatazione termica volumetrica, e h0 è l'altezza della dorsale oceanica (relativa ad un dato riferimento).
Da notare che l'assunzione che v sia relativamente grande è equivalente ad assumere che la diffusività termica {\displaystyle \kappa } sia piccola in confronto a {\displaystyle L^{2}/T}, dove L è l'ampiezza dell'oceano (misurata dalla dorsale alla piattaforma continentale) e T è la sua età.
L'effettivo coefficiente di dilatazione termica {\displaystyle \alpha _{\mathrm {eff} }} differisce dall'usuale coefficiente di dilatazione termica {\displaystyle \alpha } a causa dell'effetto isostatico del cambiamento dell'altezza della colonna d'acqua al di sopra della litosfera, che si può espandere o contrarre. I due coefficienti sono messi in relazione da:
{\displaystyle \alpha _{\mathrm {eff} }=\alpha \cdot {\frac {\rho }{\rho -\rho _{w}}}}
dove {\displaystyle \rho \sim 3,3g/cm^{3}} è la densità della roccia e {\displaystyle \rho _{0}=1g/cm^{3}} è la densità dell'acqua.
Sostituendo i parametri con i loro valori stimati: {\displaystyle \kappa \sim 8\cdot 10^{-7}} m2/s, {\displaystyle \alpha \sim 4\cdot 10^{-5}} °C−1 e T1 ~1220 °C (per l'Oceano Atlantico e Indiano) o ~1120 °C (per l'Oceano Pacifico orientale), otteniamo:
{\displaystyle h(t)\sim h_{0}-350{\sqrt {t}}}
per il Pacifico orientale e:
{\displaystyle h(t)\sim h_{0}-390{\sqrt {t}}}
per l'Oceano Atlantico e Indiano, dove l'altezza è in metri e il tempo è in milioni di anni.
Per ottenere la dipendenza da x, si deve operare la sostituzione t = x/v ~ Tx/L, dove L è la distanza tra la dorsale e la piattaforma continentale (all'incirca metà dell'ampiezza dell'oceano) e T è l'età dell'oceano.